# Tage Alalehto
Tage Alalehto, född 3 juni 1956, är sociolog och kriminolog vid Umeå universitet där han också disputerade 1992. Alalehto är huvudansvarig för kriminologiundervisningen vid Umeå universitet.